# Passiflora obtusifolia
Passiflora obtusifolia är en passionsblomsväxtart som beskrevs av Sesse och Moc.. Passiflora obtusifolia ingår i släktet passionsblommor, och familjen passionsblomsväxter. Inga underarter finns listade i Catalogue of Life.